# くたばれ!ヤンキース
くたばれ!ヤンキース（原題：Damn Yankees）は、ジョージ・アボットとダグラス・ウォロップの脚本、リチャード・アドラー作曲、ジェリー・ロス作詞によるミュージカル・コメディ。ファウスト伝説を現代に翻案した筋書きとなっている。1950年代、メジャーリーグベースボールのニューヨーク・ヤンキースの黄金時代のワシントンD.C.を舞台にしている。原作はウォロップの小説『ヤンキースがペナントを失った年』（The Year the Yankees Lost the Pennant）である。
1955年にアメリカのブロードウェイで初演され、オリジナル・ブロードウェイ・プロダクションは1,019回上演された。翌年トニー賞9部門にノミネートされ7部門を受賞した。振付にボブ・フォッシーが参加している。1958年に映画化された。
アドラーとロスの本作および『パジャマゲーム』の成功により将来の作品を期待されていたが、ロスが29歳で本作開幕7ヶ月後に慢性気管支拡張症により突然死してしまった。

## あらすじ
NOTE: 1994年ブロードウェイ再演版のあらすじであり、1955年のオリジナル版とは異なる。1958年の映画版は『くたばれ!ヤンキース (1958年の映画)』を参照のこと。
不動産業者で平凡な中年男ジョー・ボイドは弱小野球チームワシントン・セネタースを長年応援しており、唯一の楽しみはテレビで野球中継を見ること。しかも妻のメグそっちのけで野球に夢中("Six Months Out Of Every Year")。メグは先に就寝し、ジョーは遅くまで起きていて、「セネタースに長距離打者がいれば宿敵ヤンキースを倒せるのに、くたばれ!ヤンキース」と不満を言う。突然、口の達者なアップルゲイトが登場する。アップルゲイトはジョーに、若返ってセネタースが欲する強打者ジョー・ハーディとなる機会を提示する。ジョーは了承するが、メグのもとを離れなければならない("Goodbye Old Girl")。ただし条件があり、9月25日の最終試合に出場すれば一生ジョー・ハーディとして生き続け、出場しないならば前日の夜9時までに契約を無効にして元の生活に戻らなければならない。
球場にて、不振続きのセネタースだが最善を尽くすことを誓う("Heart")。突然ジョー・ハーディが現われ、発掘されたとしてセネタースに入団する。スポーツ・リポーターのグロリア・ソープはジョー・ハーディを称賛する("Shoeless Joe from Hannibal, Mo")。ジョー・ハーディの打撃力でセネタースは順位を上げる。
ジョーはどんどん成績をおさめるがメグを恋しく思い、ジョー・ハーディとして元の自分の家に下宿し寂しい心をメグと会話することで癒す。2人は特に行方不明の夫のことで絆を深め始める("A Man Doesn't Know")。契約が無効になることを恐れたアップルゲイトはセクシーな「別れさせ屋」のローラに電話をかけ、ジョーのもとに送り込み誘惑させて賭けに負けるよう試みる。ローラは成功を約束する("A Little Brains, A Little Talent")。アップルゲイトは南米の情熱的なダンサー「セニョリータ・ロリータ・バナナ」としてローラを紹介する。ローラは誘惑的な曲を歌う("Whatever Lola Wants")。しかしジョーのメグへの強い愛が照明されるのみである。アップルゲイトはローラを解雇し、ローラはアップルゲイトの過去のパートナーたちと組む("Who's Got the Pain")。
アップルゲイトはジョーを失脚させるために方針転換する。アップルゲイトはジョーが実は脱獄犯で詐欺師のシフティ・マッコイであるとの偽情報を流す。グロリアはこの情報を知ると告発し、ジョーは法廷に立たされる。
セネタースは優勝をかけたヤンキースとの最終戦の準備をしつつジョーを心配するが、優勝することだけを考えると誓う("The Game")。怒ったファンたちがジョーを探し回り、ジョーは家を出る決心をする。家を出る時、ジョーはメグに自分が夫であることを明かす("Near to You")。アップルゲイトはたった1つの賭けに疲弊し、より簡単な方法を思いつく("Those Were the Good Old Days")。
ジョーの裁判は最終戦前日、契約を無効にできる9月24日に行なわれることとなる。ジョーは元々身分を証明する物を持っておらず、セネタースのオーナー、監督、セニョーラ・マッコイを名乗るローラがいくら証言しても役に立たない。グロリアはアップルゲイトに証言台に立つよう提案するが、アップルゲイトは真実を語りたくないため宣誓しない。ジョーはアップルゲイトが9時の期限を守らせないつもりであると気付く。アップルゲイトはジョーが考える時間が必要であると主張し、ジョーをローラの居場所に行かせる。ローラはジョーに会い、ジョーが本当にメグを愛していることに気付く。ローラはジョーを最終戦に行かせ、アップルゲイトに無理矢理デュエットさせ引き留める("Two Lost Souls")。
8時55分にアップルゲイトが球場に到着し、ジョーはバッターボックスに立つ。期限が近づき、メグ、その友人そしてローラまでもがジョーを応援する。アップルゲイトが魔法を使いジョーをツーストライクにさせる。時計が9時を告げようとした時、アップルゲイトは勝利を宣言するが、残り数秒でジョーは「行かせてくれ」と懇願する。契約は無効になり、ジョーは元の姿に戻るが、ホームランを打ってセネタースを優勝に導く。
ジョーは帰宅しメグの腕に抱かれる。アップルゲイトが登場し、ジョーに金を払えと主張する。ジョーはメグに自分を抱き締めてどこにも行かせないでくれと頼む("Finale (A Man Doesn't Know)")。アップルゲイトはもう一度契約しワールドシリーズで優勝させるとそそのかすが、ジョーは既に大事なものに気がついている。

## プロダクション

### オリジナル・ブロードウェイ・プロダクション
プロデューサーのフレデリック・ブリッソン、ロバート・E・グリフィス、ハロルド・プリンスはローラ役をダンサーにすべきと考えた。映画女優のミッツィ・ゲイナーとバレエ・ダンサーのジジ・ジャンメールの2人にオファーしたが、どちらにも断られた。グウェン・ヴァードンは全作『CAN-CAN』で1曲のみ歌ったことがあったのみだったが、プロデューサーたちはヴァードンに機会を与えることを望んだ。当初ヴァードンは断り、振付助手を望んだが、最終的に同意した。ボブ・フォッシーは制作前にヴァードンに会うことを望み、面会後に短時間共に仕事し、それぞれ契約に同意した。これよりフォッシーとヴァードンは仕事上でも個人的にもパートナーとなり、1960年に結婚した。
1955年5月5日、ブロードウェイの46番街劇場で開幕し、1957年5月17日、アデルフィ・シアターに移行し、計1,019回上演された。ジョージ・アボットが演出、ウィリアムとジーンのエカート夫妻が装置および衣裳デザイン、フォッシーがダンスおよびミュージカル曲の演出、ハル・ヘイスティングスが音楽監督、ドン・ウォーカーが編曲、ロジャー・アダムスがダンス曲編曲を担当した。
レイ・ウォルストンがアップルゲイト役、ヴァードンがローラ役、シャノン・ボリンがメグ役、ロバート・シェイファーがジョー・ボイド役、エリザベス・ハウェルがドリス役、スティーブン・ダグラスがジョー・ハーディ役、アル・ランティがヘンリー役、エディ・フィリップスがソホヴィック役、ナサニエル・フレイがスモーキー役、アルバート・リンヴィルがヴァーノン/ポストマスター役、ラス・ブラウンがヴァン・ビューレン役、ジミー・コマックがロッキー役、レイ・アレンがグロリア役、チェリー・デイヴィスがティーネイジャー役、デル・ホーストマンがリンチ/コミッショナー役、リチャード・ビショップがウェルチ役、ジェイニー・ジャンヴィアがミス・ウェルチ役、ジーン・ステイプルトンがシスター役を演じた。

### オリジナル・ウェスト・エンド・プロダクション
1957年3月28日、ロンドン・コロシアムでウェスト・エンド・プロダクションが開幕し、258回上演された。オリンピック・スケーターのベリタがローラ役に配役されたが、フォッシーの振付がベリタのスタイルに合わず、途中でエリザベス・シールに交代した。他にビル・カーがアップルゲイト役、アイヴァー・エマニュエルがジョー・ハーディ役に配役された。
1970年代中期、夏季公演においてヴィンセント・プライスがアップルゲイト役に配役された。1970年代後期および1980年代初頭、映画俳優のヴァン・ジョンソンは全米の夏季公演プロダクションでアップルゲイト役を演じた。1981年7月、ニューヨーク州ワントーにあるジョーンズ・ビーチ・マリン・シアターにて上演され、ニューヨーク・ジェッツの元クォーターバックのジョー・ネイマスがジョー・ボイド役を演じたことで話題となった。

### ブロードウェイ再演
1994年3月3日にマーキー・シアターにてブロードウェイ再演が開幕し、プレビュー公演33回、本公演519回上演された。ジャロッド・エミックがジョー・ハーディ役を演じ、トニー賞においてミュージカル助演男優賞を受賞した。他にビビ・ニューワースがローラ役、ヴィクター・ガーバーがアップルゲイト役を演じた。1995年3月12日、ガーバーの後継にジェリー・ルイスが出演し、ルイスにとってブロードウェイ・デビューとなり、その後全米ツアー公演のみならずロンドン・プロダクションにも出演した。ジャック・オブライアンが演出、ロブ・マーシャルが振付、妹のキャスリーン・マーシャルが振付助手を務めた。オブライアンは脚本の改訂も行なった。

### ウェスト・エンド再演
1997年、アデルフィ・シアターにおいて、ブロードウェイ再演プロダクションによるウェスト・エンド再演が行なわれ、5月29日にプレビュー公演が、6月4日に本公演が開幕し、8月9日に閉幕した。ジェリー・ルイスがアップルゲイト役を再演し、エイプリル・ニクソンがローラ役を演じた。

### ノース・ショア・ミュージック・シアター
2006年、マサチューセッツ州ビヴァリーにあるノース・ショア・ミュージック・シアターにて改訂版が上演された。セネタースはヤンキースの長年の宿敵であるボストン・レッドソックスに置き換えられた。脚本の改訂は許可を得てジョー・ディピエトロにより執筆された。

### Reprise! Broadway's Best
2007年11月7日から25日、Reprise! Broadway's Bestが再演を上演した。ジェイソン・アレクサンダーが演出し、1981年のロサンゼルスに置き換えられ、主にアフリカ系アメリカ人およびヒスパニックの登場人物に改訂された。

### Encores!
2008年7月5日から27日、ニューヨーク・シティ・センターによるEncores!サマー・スターズ・シリーズが上演された。ジェーン・クラコウスキーがローラ役、ショーン・ヘイズがアップルゲイト役、ランディ・グラフがメグ役、ミーガン・ローレンスがグロリア・ソープ役(アナ・ガスタイヤーのリハーサル中の怪我により後継)、PJベンジャミンがジョー・ボイド役、シャイアン・ジャクソンがジョー・ハーディ役を演じた。ジョン・ランドが演出を務め、オリジナルのフォッシーの振付をメアリー・マクリードにより再現された。1994年のブロードウェイ再演では大幅な改訂が行なわれたため、これがオリジナル・プロダクションの本格的な再演とされることもある。

### オフ・ブロードウェイ慈善興業
2017年12月11日、ランダバウト・シアター・カンパニーにより、オフ・ブロードウェイにおいて一夜限りの慈善興業が行なわれた。キャスリーン・マーシャルが演出した。スティーブン・ボガーダスがジョー・ボイド役、マシュー・モリソンがジョー・ハーディ役、ヴィクトリア・クラークがメグ役、マギー・ジレンホールがローラ役、ウーピー・ゴールドバーグが性別不明のアップルゲイト役、ダニー・バースタインがヴァン・ビューレン役、エイドリアン・ウォレンがグロリア役を演じた。スコット・ランディス、ジェリー・フランクル、ジェイ・ガッターマンおよびシンディ・ガッターマンがプロデュースした。

### 日本での公演

#### 初演
1985年「くたばれヤンキース」のタイトルで上演。元プロ野球選手の江本孟紀が主役のジョーを演じた。
- 1985年12月7日 - 22日、サンシャイン劇場

キャスト
- ジョー・ハーディ：江本孟紀
- ローラ：若葉ひろみ
- ジョー・ボイド：丹羽勝海
- メグ・ボイド：河内桃子
- アップルゲイト：草野大悟

#### 再演
2007年「Damn Yankees -くたばれ!ヤンキース-」のタイトルで上演。主役はジョーではなくローラ役の湖月わたる。
- 2007年5月25日 - 6月6日、青山劇場

キャスト
- ローラ：湖月わたる
- ジョー・ハーディ：大澄賢也
- ジョー・ボイド：青山明
- メグ・ボイド：杜けあき
- アップルゲイト：川崎麻世
- グロリア・ソープ（雑誌記者）：矢口真里
- ヴァン・ブーレン（監督）：光枝明彦

主なスタッフ
- 演出・潤色・訳詩：寺崎秀臣
- 振付：ローリー・ワーナー
- 翻訳：黒田絵美子
- 音楽監督：清水恵介
- 装置：土屋茂昭
- 照明：塚本悟
- 衣装：有田多見
- ヘアメイク：田中エミ
- 音響：実吉英一
- 舞台監督：鈴木弘憲

## 使用楽曲

### 1955年、オリジナル・ブロードウェイ・プロダクション
| 第1幕 - Overture — オーケストラ - Curtain Act 1 — オーケストラ - Six Months — メグ・ボイド、ジョー・ボイド、男たち、女たち - Devil Music — オーケストラ - Goodbye Old Girl — ジョー・ボイド、ジョー・ハーディ - Heart — ヴァン・ビューレン、スモーキー、ロッキー、ヴァーノン - Heart Encore — ヴァン・ビューレン、スモーキー、ロッキー、ヴァーノン - Shoeless Joe from Hannibal, Mo. — グロリア・ソープ、男たち、セネタース - Shoeless Joe Dance — オーケストラ - A Man Doesn't Know — ジョー・ハーディ - Lola — オーケストラ - A Little Talent — ローラ - Goodbye (Reprise) — オーケストラ - A Man Doesn't Know (Reprise) — ジョー・ハーディ、メグ - Whatever Lola Wants (with Dance Break) — ローラ - Not Meg — オーケストラ - Heart (Reprise) — 男たち - Chairs Fanfare — オーケストラ - Who's Got The Pain? (with Double Dance Breaks) — ローラ、男たち(ストリート・バンド) - Act 1 Finale (New Shoeless Joe Finale) — オーケストラ | 第2幕 - Entr'Acte — オーケストラ - Opening Act 2 — オーケストラ - The Game — セネタース - Near to You — ジョー・ハーディ、メグ・ボイド - Good Old Days — アップルゲイト - Days Encore — アップルゲイト - Courtroom Blackout — オーケストラ - Two Lost Souls (with Dance) — ローラ、ジョー・ハーディ - Devil Music — オーケストラ - Shoeless Joe (Reprise) — オーケストラ - Back Home — オーケストラ - Finale (A Man Doesn't Know) — メグ、ジョー・ボイド - Bows (Heart) — オーケストラ - Exit March — オーケストラ |

### 1994年、ブロードウェイ再演[15]
| 第1幕 - Overture - Six Months Out Of Every Year — メグ・ボイド、ジョー・ボイド、シスター、グロリア・ソープ、夫たち、妻たち - Goodbye Old Girl — ジョー・ボイド、ジョー・ハーディ - Blooper Ballet — セネタース - Heart — ヴァン・ビューレン、スモーキー、ロッキー、リンヴィル - Shoeless Joe from Hannibal, Mo. — グロリア・ソープ、セネタース - Shoeless Joe (Reprise) — グロリア・ソープ、ジョー・ハーディ、アンサンブル(1994年、ブロードウェイ再演のみ、1950年代のレトロなコマーシャルのスタイルで一部使用) - A Little Brains, a Little Talent — ローラ - A Man Doesn't Know — ジョー・ハーディ、メグ・ボイド - Whatever Lola Wants — ローラ | 第2幕 - Who's Got the Pain? — ローラ、セネタース(当初第1幕最後に使用され、第2幕は「The Game」で開始していた) - The Game — ロッキー、スモーキー、セネタース - Near to You — ジョー・ハーディ、メグ・ボイド(IBDBによるとジョー・ボイドも追加) - Those Were the Good Old Days — アップルゲイト - Two Lost Souls — ローラ、アップルゲイト(IBDBによると、1994年はアップルゲイト、1955年はハーディ) - A Man Doesn't Know (Reprise) — メグ、ジョー・ボイド |

## 主要登場人物および出演者
| 登場人物                 | オリジナル・ブロードウェイ 1955年 | オリジナル・ウェスト・エンド 1957年 | トロント 1988年            | ブロードウェイ再演 1994年 | ウェスト・エンド再演 1997年 | Encores! 2008年          | オフ・ブロードウェイ 2017年 |
| ------------------------ | --------------------------------- | ----------------------------------- | -------------------------- | ------------------------- | --------------------------- | ------------------------ | --------------------------- |
| ジョー・ボイド           | ロバート・シェイファー            | フィル・ヴィッカーズ                | ジェイムス・ホブソン       | デニス・ケリー            | デニス・ケリー              | PJ・ベンジャミン         | スティーブン・ボガーダス    |
| ジョー・ハーディ         | スティーブン・ダグラス            | アイヴァ・エマニュエル              | デイヴィス・ゲインズ       | ジャロッド・エミック      | ジョン・マイケル・フレイト  | シャイアン・ジャクソン   | マシュー・モリソン          |
| メグ・ボイド             | シャノン・ボリン                  | ベティ・ポール                      | メイダ・ロジャーソン       | リンダ・スティーブンス    | ジョイ・フランツ            | ランディ・グラフ         | ヴィクトリア・クラーク      |
| ローラ                   | グウェン・ヴァードン              | ベリタ                              | モイラ・ウォリー・バケット | ビビ・ニューワース        | エイプリル・ニクソン        | ジェーン・クラコウスキー | マギー・ジレンホール        |
| ミスター・アップルゲイト | レイ・ウォルストン                | ビル・カー                          | エイヴリー・ソルツマン     | ヴィクター・ガーバー      | ジェリー・ルイス            | ショーン・ヘイズ         | ウーピー・ゴールドバーグ    |
| ヴァン・ビューレン       | ラス・ブラウン                    | ドナルド・スチュワート              | マイケル・フォークス       | ディック・ラテッサ        | リチー・マスタスクサ        | マイケル・マルヘルン     | ダニー・バースタイン        |
| グロリア・ソープ         | レイ・アレン                      | ジュディ・ブルース                  | パメラ・ガーランド         | ヴィッキー・ルイス        | エレン・グロッソ            | ミーガン・ローレンス     | エイドリアン・ウォレン      |

### オリジナル・ブロードウェイ・プロダクション代役
Source 
- メグ・ボイド: シャーロット・フェアチャイルド
- ローラ: シーラ・ボンド（英語版）、グレッチェン・ワイラー（英語版）、デヴラ・コーウィン
- アップルゲイト: ハワード・ケイン（英語版）
- グロリア: サリー・ブラウン

### オリジナル・ウェスト・エンド・プロダクション代役
- アップルゲイト: ヴィンセント・プライス、ヴァン・ジョンソン

### ブロードウェイ再演代役
- ジョー・ハーディ: エリック・クンジー（英語版）、ジェイソン・ワークマン
- ローラ: シャーロット・ダンボイズ（英語版）
- アップルゲイト: ジェリー・ルイス
- グロリア: リズ・ラーソン（英語版）

### 登場人物
- ジョー・ボイド — 中年で肥満の妻帯者。野球、特にセネタースを愛する。ジョー・ハーディの年老いた姿。
- ジョー・ハーディ — 22歳のホームラン・ヒッター。ジョー・ボイドの変身した姿。
- メグ・ボイド — ジョーの献身的な伝統的な妻。
- ローラ — 悪魔の誘惑的な助手。
- ミスター・アップルゲイト — 口がうまいセールスマンの恰好をした悪魔。
- ヴァン・ビューレン — セネタースの熱血監督。広い心の持ち主だが不運続き。
- グロリア・ソープ — 詮索好きなリポーター。
- ロッキー — セネタースの選手。
- スモーキー — セネタースのうすのろキャッチャー。
- チェリー — メグの友人。
- ドリス — メグの友人。
- シスター — メグの友人。
- ミスター・ウェルチ — セネタースのオーナー。
- その他: ブーリー(またはイブセン)、ヴァーノン、ヘンリー、リンヴィル、ソホヴィク、ロウ、ミッキー、デル、ミス・ウェストン、ポストマスター、コミッショナー
- 野球選手、バットボーイズ、野球ファンの妻

(オリジナル・ブロードウェイ・プロダクションでは「"Heart"」に子供のコーラスが使用された)

## 派生作品
1955年5月8日、オリジナル・ブロードウェイ・キャスト・レコーディングがRCAビクターで収録された。当初このLPはモノラルでリリースされたが、1965年、RCAビクターは電子ステレオでリリースした。1988年、CD版がリリースされた。1958年、RCAビクターは映画版のサウンドトラックをリリースした。ステレオで収録されたが、モノラルでリリースされた。1989年、CD版がステレオで収録およびリリースされた。1994年5月17日、ブロードウェイ再演キャスト・レコーディングがマーキュリー(現デッカ・ブロードウェイ)によりリリースされた。
1958年、ワーナー・ブラザースがジョージ・アボットとスタンリー・ドーネンの監督による映画版『くたばれ!ヤンキース (1958年の映画)』を公開した。スティーブン・ダグラスが演じていたジョー・ハーディ役がタブ・ハンターに交代した以外、ほぼオリジナル・ブロードウェイ・キャストが再演した。題名にDamnという単語（くそったれ・地獄に落ちろといった意味の俗語）があるため、イギリス公開時は『What Lola Wants』と改題されている。ワーナー・ホーム・ビデオからDVDが発売。
キャスト
- ジョー・ハーディー：タブ・ハンター
- ローラ：グウェン・ヴァードン
- アップルゲイト：レイ・ウォルストン
- ヴァン・ブーレン：ラス・ブラウン
- メグ・ボイド：シャノン・ボーリン
- グロリア・ソープ：レエ・アレン
- ジョー・ボイド：ロバート・シェファー
- シスター：ジーン・ステイプルトン
- マンボ・ダンサー：ボブ・フォッシー

スタッフ
- 監督：ジョージ・アボット、スタンリー・ドーネン
- 脚本：ジョージ・アボット
- 原作：ダグラス・ウォールップ

1967年4月8日、NBCにてテレビ映画『くたばれ!ヤンキース (1967年の映画)』が放映された。フィル・シルヴァースがアップルゲイト役、リー・レミックがローラ役、レイ・ミドルトンがジョー・ボイド役を演じた。
1983年、悪魔がブロードウェイを破壊しにやってくる新作ミュージカル『Raisin' Cane』でレイ・ウォルストンがアップルゲイト役を再演することへの関心を語った。本作のスピンオフとして、アップルゲイトが少女を育成し、ブロードウェイで主演させ、少女の境遇を変えてスポンサーらを破産に追い込む。サンフランシスコのベイ・エリアを拠点とする作家で作詞作曲家のテッド・コプロスが脚本、作詞作曲を担当することとなった。
2009年、ジム・キャリーがアップルゲイト役、ジェイク・ジレンホールがジョー・ハーディ役で新たな映画化が発表された。2020年12月現在、制作は発表されていない。

## 受賞歴

### オリジナル・ブロードウェイ・プロダクション
| 年   | 賞       | 部門                   | ノミネート者           | 結果       |
| ---- | -------- | ---------------------- | ---------------------- | ---------- |
| 1956 | トニー賞 | ミュージカル作品賞     | ミュージカル作品賞     | 受賞       |
| 1956 | トニー賞 | ミュージカル主演男優賞 | レイ・ウォルストン     | 受賞       |
| 1956 | トニー賞 | ミュージカル主演男優賞 | スティーブン・ダグラス | ノミネート |
| 1956 | トニー賞 | ミュージカル主演女優賞 | グウェン・ヴァードン   | 受賞       |
| 1956 | トニー賞 | ミュージカル助演男優賞 | ラス・ブラウン         | 受賞       |
| 1956 | トニー賞 | ミュージカル助演女優賞 | レイ・アレン           | ノミネート |
| 1956 | トニー賞 | ミュージカル演出賞     | ハル・ヘイスティングス | 受賞       |
| 1956 | トニー賞 | 振付賞                 | ボブ・フォッシー       | 受賞       |
| 1956 | トニー賞 | 舞台技術賞             | ハリー・グリーン       | 受賞       |

### 1994年、ブロードウェイ再演
| 年   | 賞                       | 部門                   | ノミネート者           | 結果       |
| ---- | ------------------------ | ---------------------- | ---------------------- | ---------- |
| 1994 | トニー賞                 | 再演ミュージカル作品賞 | 再演ミュージカル作品賞 | ノミネート |
| 1994 | トニー賞                 | ミュージカル主演男優賞 | ヴィクター・ガーバー   | ノミネート |
| 1994 | トニー賞                 | ミュージカル助演男優賞 | ジャロッド・エミック   | 受賞       |
| 1994 | トニー賞                 | 振付賞                 | ロブ・マーシャル       | ノミネート |
| 1994 | ドラマ・デスク・アワード | 再演ミュージカル作品賞 | 再演ミュージカル作品賞 | ノミネート |
| 1994 | ドラマ・デスク・アワード | ミュージカル助演男優賞 | ジャロッド・エミック   | 受賞       |
| 1994 | ドラマ・デスク・アワード | 編曲賞                 | ダグ・ベスターマン     | ノミネート |
| 1994 | シアター・ワールド賞     | シアター・ワールド賞   | ジャロッド・エミック   | 受賞       |

### 1997年、ロンドン再演
| 年   | 賞                       | 部門               | ノミネート者         | 結果       |
| ---- | ------------------------ | ------------------ | -------------------- | ---------- |
| 1998 | ローレンス・オリヴィエ賞 | ミュージカル作品賞 | ミュージカル作品賞   | ノミネート |
| 1998 | ローレンス・オリヴィエ賞 | ミュージカル助演賞 | エイプリル・ニクソン | ノミネート |
| 1998 | ローレンス・オリヴィエ賞 | 振付賞             | ロブ・マーシャル     | ノミネート |

## 特記
1. ↑  ベリタにとってフォッシーの振付が斬新すぎたためエリザベス・シール（英語版）に交代した